# Подтекст войны
Подтекст войны (англ. Undertones of War) — мемуары о Первой мировой войне 1928 года, написанные английским поэтом Эдмундом Бланденом. Как и в случае с двумя другими известными мемуарами о войне — трилогией о Шерстоне Зигфрида Сассуна и «Прощай, всё это» Роберта Грейвса, — «Подтекст войны» представляет собой первую прозаическую публикацию Бландена, который стал одним из самых ранних представителей авторов шквала книг о Великой войне, вышедших в Англии в конце 1920-х и начале 1930-х годов.

## Отзывы
Пол Фасселл назвал «Подтексты войны» «расширенной элегией в прозе», а критики отметили отсутствие в ней центрального повествования. Подобно «Под огнём» Анри Барбюса и «На Западном фронте без перемен» Эриха Марии Ремарка, текст представляет собой серию связанных с войной эпизодов, а не отчётливое, телеологическое повествование.
По словам Пола Фассела, в произведениях Бландена «пишущего об ужасе и насилии, недосказанность доносит суть более эффективно, чем идеализм или тяжелый акцент». Г. С. Фрейзер, тем временем, назвал текст "лучшей военной поэмой", несмотря на его прозаическую форму, и зашёл так далеко, что напечатал разделы как поэзию в «The London Magazine».